# 水越伸
水越 伸（みずこし しん、1963年3月6日 - ）は、日本のメディア研究者。東京大学大学院情報学環教授を経て、関西大学社会学部メディア専攻教授。放送大学客員教授。

## 人物・経歴
三重県桑名市生まれ、石川県金沢市育ち。父は大阪大学名誉教授の水越敏行。1986年筑波大学第二学群比較文化学類卒業。1988年東京大学大学院社会学研究科修士課程修了。1989年東京大学大学院社会学研究科博士課程中退。大学在学中から約10年、インダストリアルデザイン・オフィス、COATO メンバーとしてユーザー・エクスペリエンス・リサーチに従事。
1989年、東京大学新聞研究所助手を経て、1993年より同大学社会情報研究所助教授。1996〜1997年、コロンビア大学ジャーナリズム・スクール客員研究員。2009年東京大学大学院情報学環教授。2015年ヘルシンキ大学社会科学部客員研究員。2018年国立政治大学客座教授。2022年より現職。
2001年より市民のメディア表現とリテラシーのための実践的研究プロジェクトの群体「MELL（Media Expression, Learning and Literacy）Project（メルプロジェクト）」、その後継組織として全国的なネットワーク「MELL Platz（メルプラッツ）」などを主導。実践的で批判的なメディア論に取り組む。
2014年より日英両語からなる独立雑誌『5：Designing Media Ecology』を佐倉統（科学技術社会論）、毛利嘉孝（社会学）らとともに創刊。同編集長。

## 著作

### 単著
- 『21世紀メディア論』（放送大学教育振興会、2011年、改訂版2014年）
- 『メディア・ビオトープ――メディアの生態系をデザインする』（紀伊國屋書店、2005年）
- 『デジタル・メディア社会』（岩波書店、1999年、新版2002年）
- 『メディアの生成――アメリカ・ラジオの動態史』（同文舘出版、1993年／ちくま学芸文庫、2023年）

### 共著
- （飯田豊・劉雪雁）『新版　メディア論』（放送大学教育振興会、2022年）
- （飯田豊・劉雪雁）『メディア論』（放送大学教育振興会、2018年）
- （宮台真司・神保哲生・東浩紀・西垣通・池田信夫）『神保・宮台[○激]トーク・オン・デマンド（3）ネット社会の未来像』（春秋社、 2006年）
- （東京大学情報学環メルプロジェクト・日本民間放送連盟編）『メディアリテラシーの道具箱：テレビを見る、作る、読む』（東京大学出版会、2005年）
- （東京大学情報学環メルプロジェクト編）『メルの環：メディア表現、学びとリテラシー』（トランスアート、2003年）
- （仲俣暁生・和田忠彦）『オンラインマガジンを読み倒す』（トランスアート、1999年）
- （メディアリテラシー研究会編）『メディアリテラシー：メディアと市民をつなぐ回路』（日放労文庫、1997年）
- （吉見俊哉）『メディア論』（放送大学教育振興会、1997年／改訂版、 2001年）
- （吉見俊哉・若林幹夫）『メディアとしての電話』（弘文堂、1992年）

### 編著
- 『コミュナルなケータイ――モバイル・メディア社会を編みかえる』（岩波書店、 2007年）
- 『20世紀のメディア（1）エレクトリック・メディアの近代』（ジャストシステム、 1996年）

### 共編著
- （東京大学情報学環メルプロジェクト）『メディアリテラシー・ワークショップ：情報社会を学ぶ・遊ぶ・表現する』（東京大学出版会、2009年）
- （吉見俊哉）『メディア・プラクティス：媒体を創って世界を変える』（せりか書房、2003年）
- （NHKスペシャル「変革の世紀」プロジェクト）『NHKスペシャル変革の世紀（2）インターネット時代を生きる』（日本放送出版協会、 2003年）
- （NHKスペシャル「変革の世紀」プロジェクト）『NHKスペシャル変革の世紀（1）市民・組織・英知』（日本放送出版協会、 2002年）

### 訳書
- キャロリン・マーヴィン『古いメディアが新しかった時：19世紀末社会と電気テクノロジー』（新曜社、 2003年）
- クライブ・ギフォード『ビジュアル図書館：メディア』（同朋舎、 2000年）